# Unter Tage (Album)
Unter Tage ist das Debütalbum der deutschen Hip-Hop-Gruppe RAG. Es erschien am 6. Oktober 1998 über das Label Put Da Needle To Da Records.

## Titelliste
1. Unter Tage – 3:22
2. Ohne Gewähr – 4:34
3. Westwind – 4:06
4. Klangkörpergrössen (mit Der Lange) – 5:03
5. Requiem – 3:49
6. Kopfsteinpflaster – 4:10
7. Terrarist – 4:59
8. Stratego – 4:40
9. Unter Tage (Kollabo Remix) (mit Creutzfeld & Jakob und Criss Krass) – 6:12
10. Kreuzwortfeuer – 3:42

## Rezeption
Der Spiegel bezeichnete Unter Tage 1998 als „Soundtrack für gepflegte Melancholie mit genügend Gelegenheiten zum Ausbrechen.“ Laut Redakteur Fiete Stegers grabe RAG „an den HipHop-Wurzeln und fördern langsame Beats zutage.“ Über diese legen sich „sparsame Melodien, eine sanfte Trompete, eine Mexiko-Gitarre oder ein Sample, nicht eintönig, aber eingängig.“ Pahel, Galla und Aphroe schweißen mit ihrem „gleichmäßigen Reimfluß“ die Lieder zusammen. Die Inhalte des Albums seien nie ganz klar. Aufgrund der „Vorliebe der Beat-Arbeiter für unvollendete Sätze und abrupt in Wortspielen mündende Argumentationslinien werden die Texte zu Synthesen aus expressionistischen Hör-Bildern und albernen Fundstücken der Pop-Kultur.“ Die RAG sei zwar melancholisch, unterschiede sich jedoch „vom aggressiven Sprechgesang eines sich im Weltschmerz wälzenden Moses Pelham.“ Unter Tage sei für die Band „Werkschau und Vergangenheitsbewältigung, aber auch die Basis, von der die RAG-Mitglieder, einzeln und gemeinsam, neue Sounds zutage fördern wollen.“
Das E-Zine Laut.de besprach das Album 2017 in seiner Rubrik „Meilensteine“. Laut Redakteur Philipp Gässlein bleibe Unter Tage nicht nur ein Meilenstein „des deutschen Sprechgesangs, sondern auch ein wichtiges Bindeglied für die Verknüpfung von Rap und moderner Poesie.“ DJ Whiz’ Samples seien „atemberaubend eingängig“ und „beinhalteten kaum einmal mehr als vier Töne.“ Die Texte des Albums seien „exquisit, nicht explizit.“ So verzichte RAG auf „Fäkalsprache, Herabwürdigungen und ähnlichen Firlefanz“, womit sie „völlig gegen den damaligen Zeitgeist“ geschwommen sei. Auch die „Lebensrealitäten abseits der Kunst [seien] Nebensache.“ RAG habe „keine Rückendeckung vom Arbeitermilieu“ erwartet und suhle sich auch „nicht in Unterschicht-Romantik.“ Vielmehr habe die Gruppe „das Lyrische, das Abstrakte“ geliebt. Nahezu kein Vers verweise „nicht offen oder versteckt auf Filme, Bücher, historische Persönlichkeiten. Anspielungen auf Tolstois Stream of Consciousness [oder] Döblins Montagetechniken.“ Selbst „wer eine Menge Zeit und Recherchearbeit auf sich“ nehme, stehe „am Ende oft nur vor einem großen Fragezeichen.“ Die Tragik von Gallas Song Requiem, der ursprünglich „seinen verstorbenen Eltern gewidmet“ gewesen sei, steigere sich durch das „viel zu frühe Ableben des Rappers […] ins Unermessliche.“